# Іваде
Іваде (яп. 岩出市, いわでし, іваде сі ) — місто в Японії, у північній частині префектури Вакаяма.
Засноване 1 квітня 2006 року шляхом надання статусу міста містечку Іваде.
Іваде розташовано в басейні річки Кінокава. Воно служить «спальним районом» сусіднього мегаполісу Осака. Основа економіки Іваде — сільське господарство та квітництво. 
Іваде славиться старовинним буддистським монастирем Неґородзі, що був цитаделлю монахів-стрільців у середньовіччі. В місті також розміщено Вакаямський префектурний ботанічний сад.